# Gunnar Nordahl
Nils Gunnar Nordahl (Hörnefors, 19 de outubro de 1921 –– Alghero, 15 de setembro de 1995) foi um futebolista sueco que atuava como atacante.
Integrou o lendário trio "Gre-No-Li", primeiramente na Seleção Sueca e, posteriormente, no Milan, do qual foi um dos jogadores mais populares nos anos 1950. Graças aos seus gols, o time venceu dois Campeonatos Italianos e uma Copa Latina. Com 221 gols, é o maior artilheiro da história do clube.

## Carreira como jogador

### Início
Iniciou a carreira no Hörnefors, time de sua cidade-natal. Marcou 68 gols em apenas 41 jogos nos três anos em que ficaria no time, quando transferiu-se para o Degerfors. Paralelamente, exercia a profissão de bombeiro, uma vez que o futebol sueco na época era totalmente amador.

### Norrköping

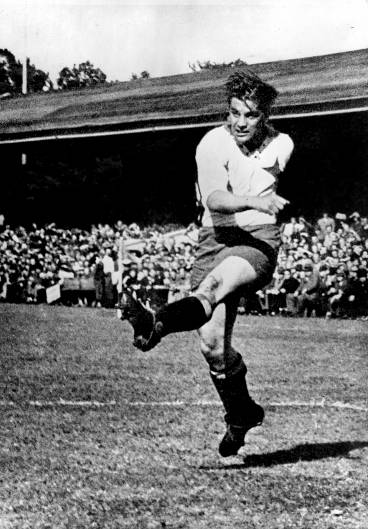
Nordahl no Norrköping.

Em uma equipe maior, marcou 56 gols em 77 partidas, chamando a atenção de um dos maiores clubes do país na época, o Norrköping, para onde foi em 1944. Foi campeão e artilheiro do Campeonato Sueco nas quatro temporadas em que ficaria no time, onde tinha a companhia do irmão Knut Nordahl.

### Milan
A linha ofensiva Gre-No-Li desembarcou em Milão para fazer história. O trio sueco faria seu primeiro campeonato completo pelos rossoneri na temporada 1949–50. Nordahl seria o artilheiro com 35 gols, recorde que seria superado somente 66 anos depois por Gonzalo Higuaín em 2016 no campeonato italiano, mas ainda hoje um recorde pelo Milan, ganhando o carinhoso apelido de Pompiere d'Oro ("bombeiro de ouro", em italiano, uma referência à sua antiga profissão na Suécia). O título, entretanto, ficou com a Juventus. O Milan vivia um jejum desde 1907.

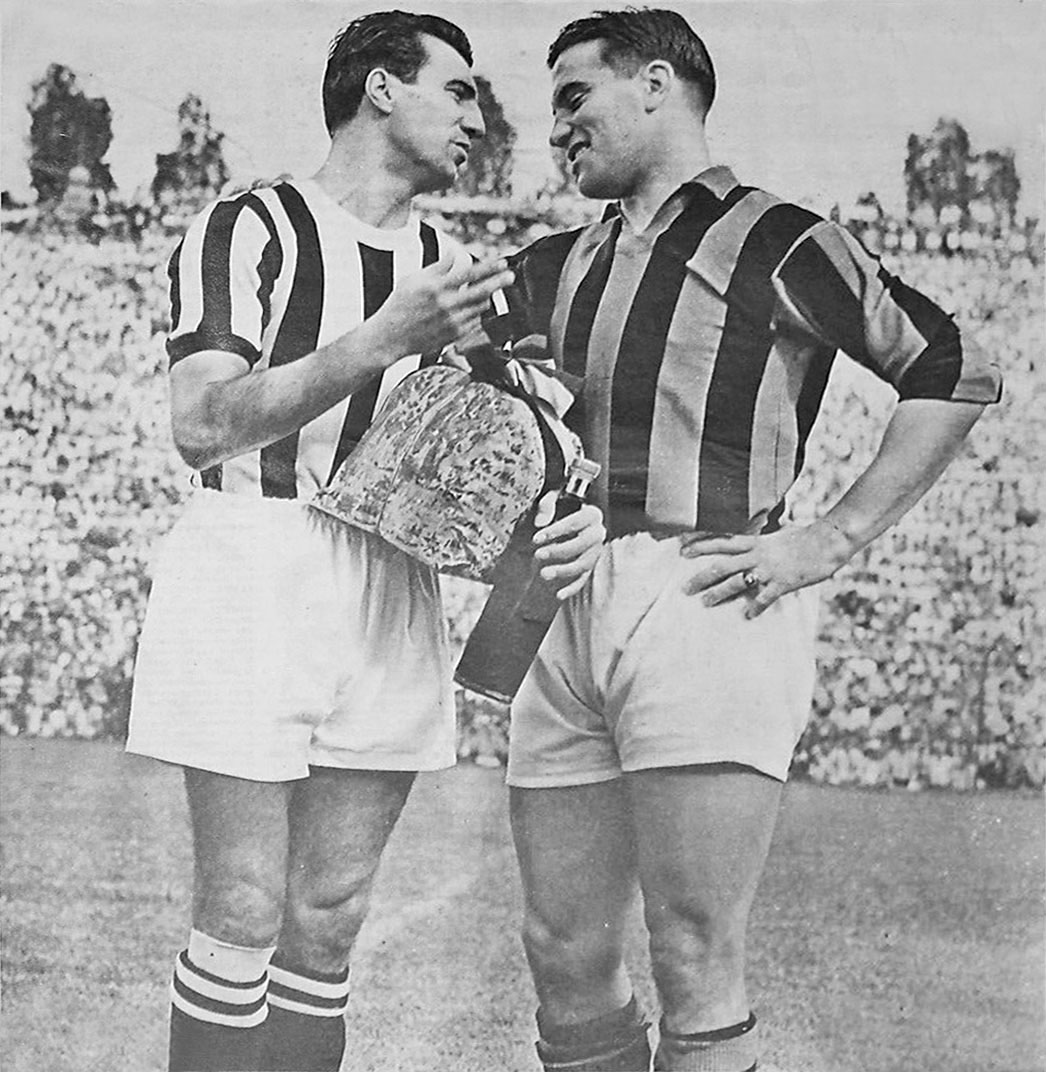
Parola e Nordahl em 1950.

Após mais de quatro décadas, entretanto, o scudetto retornaria ao clube, na temporada que se seguiu, a de 1950–51. Nordahl foi novamente o goleador da competição, com um gol a menos em relação à anterior. O sabor foi ainda melhor pela conquista ter vindo com um ponto de diferença sobre a rival Internazionale. Nordahl seria artilheiro três vezes seguidas entre entre 1952 e 1955, neste último com a taça novamente indo para o Milan.

### Roma
Il Pompiere deixaria o clube após a temporada 1955–56, como o maior artilheiro de sua história, com 221 gols. Foi jogar sua última temporada na Roma, já com 35 anos, não repetindo sucesso igual na equipe da capital, mas ainda assim marcou 15 gols, o suficiente para fazê-lo o segundo maior goleador da Seria A, atrás somente de Silvio Piola.

## Carreira como técnico
Sua decisão de encerrar a carreira em 1957, prosseguindo na Roma como técnico, encerrou qualquer chance de disputar a Copa do Mundo de 1958, sediada em seu país. Não teve o mesmo sucesso na nova função, onde também integrou sua ex-equipe do Degerfors.
Ele, que nunca disputou uma Copa, teve a alegria de ver Thomas Nordahl, seu filho e outro da família a ter jogado no futebol italiano (tendo passado pela Juventus), estar presente em uma, a de 1970.

## Seleção Sueca
Já havia estreado pela Seleção Sueca em 1942, integrando a equipe que conquistaria a medalha de ouro nas Olimpíadas de 1948, o primeiro (e único) título oficial da Suécia no futebol. Marcou um dos gols na final contra a Iugoslávia, vencida por 3 a 1.
Foi o seu desempenho nas Olimpíadas que chamou a atenção do Milan, que o contratou no ano seguinte, juntamente com seus colegas de seleção Gunnar Gren e Nils Liedholm (que era seu colega também no Norrköping). Por terem ido os três jogar no profissionalizado futebol italiano, acabariam não integrando a delegação sueca chamada para a Copa do Mundo de 1950; os nórdicos foram ao Brasil com uma equipe totalmente amadora, como o futebol do país era. A direção de delegação nacional manteve a mesma política nas Eliminatórias para a Copa do Mundo de 1954 e, novamente sem seus melhores jogadores, desta vez não conseguiu classificar-se, ocasianando finalmente em uma mudança de postura para a próxima Copa, que seria sediada no país. Entretanto, Nordahl não integrou o elenco de 1958 por já ter se aposentado.
Nordahl fora às Olimpíadas acompanhado de dois de seus quatro irmãos: Bertil e Knut Nordahl. Assim como ele, Bertil foi contratado por uma equipe da Itália, a Atalanta, e não foi à Copa de 1950 pelo mesmo motivo de Gunnar. Knut prosseguiu no futebol amador sueco e esteve entre os convocados ao mundial, para finalmente também ir jogar na Itália após o torneio, indo para a Roma.

## Estatísticas

### Clubes
| Equipe            | Temporada         | Campeonato nacional | Campeonato nacional | Copas nacionais | Copas nacionais | Competições continentais | Competições continentais | Outros torneios | Outros torneios | Total | Total |
| Equipe            | Temporada         | Jogos               | Gols                | Jogos           | Gols            | Jogos                    | Gols                     | Jogos           | Gols            | Jogos | Gols  |
| ----------------- | ----------------- | ------------------- | ------------------- | --------------- | --------------- | ------------------------ | ------------------------ | --------------- | --------------- | ----- | ----- |
| Hörnefors IF      | 1937–38           | 14                  | 20                  | –               | –               | –                        | –                        | –               | –               | 14    | 20    |
| Hörnefors IF      | 1938–39           | 14                  | 25                  | –               | –               | –                        | –                        | –               | –               | 14    | 25    |
| Hörnefors IF      | 1939–40           | 13                  | 23                  | –               | –               | –                        | –                        | –               | –               | 13    | 23    |
| Hörnefors IF      | Total             | 41                  | 68                  | –               | –               | –                        | –                        | –               | –               | 41    | 68    |
| Degerfors         | 1940–41           | 17                  | 15                  | –               | –               | –                        | –                        | –               | –               | 17    | 15    |
| Degerfors         | 1941–42           | 21                  | 13                  | –               | –               | –                        | –                        | –               | –               | 21    | 13    |
| Degerfors         | 1942–43           | 20                  | 16                  | –               | –               | –                        | –                        | –               | –               | 20    | 16    |
| Degerfors         | 1943–44           | 19                  | 14                  | –               | –               | –                        | –                        | –               | –               | 19    | 14    |
| Degerfors         | Total             | 77                  | 58                  | –               | –               | –                        | –                        | –               | –               | 77    | 58    |
| Norrköping        | 1944–45           | 22                  | 27                  | –               | –               | –                        | –                        | –               | –               | 22    | 27    |
| Norrköping        | 1945–46           | 21                  | 25                  | –               | –               | –                        | –                        | –               | –               | 21    | 25    |
| Norrköping        | 1946–47           | 20                  | 17                  | –               | –               | –                        | –                        | –               | –               | 20    | 17    |
| Norrköping        | 1947–48           | 22                  | 18                  | –               | –               | –                        | –                        | –               | –               | 22    | 18    |
| Norrköping        | 1948–49           | 10                  | 6                   | –               | –               | –                        | –                        | –               | –               | 10    | 6     |
| Norrköping        | Total             | 95                  | 93                  | –               | –               | –                        | –                        | –               | –               | 95    | 93    |
| Milan             | 1948–49           | 25                  | 16                  | –               | –               | –                        | –                        | –               | –               | 25    | 16    |
| Milan             | 1949–50           | 37                  | 35                  | –               | –               | –                        | –                        | –               | –               | 37    | 35    |
| Milan             | 1950–51           | 37                  | 34                  | –               | –               | 2                        | 4                        | –               | –               | 39    | 38    |
| Milan             | 1951–52           | 38                  | 26                  | –               | –               | –                        | –                        | –               | –               | 38    | 26    |
| Milan             | 1952–53           | 32                  | 26                  | –               | –               | 2                        | 2                        | –               | –               | 34    | 28    |
| Milan             | 1953–54           | 33                  | 23                  | –               | –               | –                        | –                        | –               | –               | 33    | 23    |
| Milan             | 1954–55           | 33                  | 27                  | –               | –               | 2                        | 1                        | –               | –               | 35    | 28    |
| Milan             | 1955–56           | 32                  | 23                  | –               | –               | 5                        | 4                        | –               | –               | 37    | 27    |
| Milan             | Total             | 257                 | 210                 | –               | –               | 11                       | 11                       | –               | –               | 268   | 221   |
| Roma              | 1956–57           | 30                  | 13                  | –               | –               | –                        | –                        | –               | –               | 30    | 13    |
| Roma              | 1957–58           | 4                   | 2                   | –               | –               | –                        | –                        | –               | –               | 4     | 2     |
| Roma              | Total             | 34                  | 15                  | –               | –               | –                        | –                        | –               | –               | 34    | 15    |
| Total na carreira | Total na carreira | 504                 | 444                 | 0               | 0               | 11                       | 11                       | 0               | 0               | 515   | 455   |

### Seleção Sueca
| Ano   | Jogos | Gols |
| ----- | ----- | ---- |
| 1942  | 4     | 2    |
| 1943  | 5     | 5    |
| 1945  | 5     | 7    |
| 1946  | 3     | 2    |
| 1947  | 7     | 15   |
| 1948  | 9     | 12   |
| Total | 33    | 43   |

## Títulos
IFK Norrköping
- Campeonato Sueco: 1944–45, 1945–46, 1946–47, 1947–48
- Copa da Suécia: 1945

Milan
- Série A: 1950–51, 1954–55
- Copa Latina: 1950–51, 1955–56

Suécia
- Campeonato Nórdico: 1948–51
- Medalha de ouro olímpica: 1948

### Prêmios individuais
- Futebolista Sueco do Ano: 1947
- Hall da Fama do Milan

### Artilharias
- Allsvenskan de 1942–43 (16 gols)
- Allsvenskan de 1944–45 (27 gols)
- Allsvenskan de 1945–46 (25 gols)
- Allsvenskan de 1947–48 (18 gols)
- Jogos Olímpicos de 1948 (7 gols)
- Serie A de 1949–50 (35 gols)
- Serie A de 1950–51 (34 gols)
- Serie A de 1952–53 (26 gols)
- Serie A de 1953–54 (23 gols)
- Serie A de 1954–55 (27 gols)

### Recordes
- Maior goleador do Milan: 221 gols em 268 jogos
- Mais títulos de artilheiro da Serie A: 5
- Mais hat-tricks marcados na Serie A: 17 (todos com o Milan)